# Campeonato Europeo de Ciclocrós de 2004
El II Campeonato Europeo de Ciclocrós se celebró en Vossem (Bélgica) el 7 de noviembre de 2004 bajo la organización de la Unión Europea de Ciclismo (UEC) y la Federación Belga de Ciclismo.

## Medallistas
| Evento   | Oro                          | Plata                     | Bronce                     |
| -------- | ---------------------------- | ------------------------- | -------------------------- |
| Femenino | Hanka Kupfernagel · Alemania | Maryline Salvetat Francia | Laurence Leboucher Francia |

### Femenino
| Puesto            | Ciclista             | País         | Tiempo |
| ----------------- | -------------------- | ------------ | ------ |
| Medalla de oro    | Hanka Kupfernagel    | Alemania     | 39:37  |
| Medalla de plata  | Maryline Salvetat    | Francia      | 40:18  |
| Medalla de bronce | Laurence Leboucher   | Francia      | 40:18  |
| 4                 | Helen Wyman          | Reino Unido  | 40:27  |
| 5                 | Birgit Hollmann      | Alemania     | 40:47  |
| 6                 | Daphny van den Brand | Países Bajos | 41:43  |
| 7                 | Victoria Wilkinson   | Reino Unido  | 41:47  |
| 8                 | Anja Nobus           | Bélgica      | 41:55  |

| Predecesor: · Tábor 2003 · República Checa | Campeonato Europeo de Ciclocrós II edición | Sucesor: Pontchâteau 2005 Francia |

- Datos: Q3652590